# Національна енциклопедія Узбекистану
Національна енциклопедія Узбекистану (узб. Oʻzbekiston milliy ensikopediyasi, OʻzME латинською абеткою, Ўзбекистон миллий энциклопедияси, ЎзМЭ кирилицею) — універсальна енциклопедія узбецькою мовою. Це найперша універсальна енциклопедія, що вийшла узбецькою мовою після Узбецької радянської енциклопедії.
Тоді як Узбецька радянська енциклопедія вийшла в 14 томах, Національна енциклопедія Узбекистану має лише 12 томів, які значно менші за об'ємом. Її перший том вийшов 2000 року, а останній дванадцятий — 2005.

## Історія
Державне наукове видавництво «Узбецька національна енциклопедія» опублікувало Національну енциклопедію Узбекистану в Ташкенті від 2000 до 2005 року. Всі тексти в ній надруковані кирилицею, навіть попри те що Узбекистан вже задовго до цього перевів узбецьку мову на латинський шрифт. 2013 року всі статті з енциклопедії перенесено за допомогою бота до узбецької Вікіпедії.

## Вміст
Національна енциклопедія Узбекистану містить близько 50 000 статей. Більшість з її статей безпосередньо перенесені з Узбецької радянської енциклопедії. Значна частина (40 відсотків) присвячена темам, що пов'язані з Узбекистаном. Близько 60 відсотків становлять статті на тему суспільних наук, а інші 40 відсотків займають природничі науки. 12 том повністю присвячений темам, що пов'язані з Узбекистаном.
Енциклопедія вихваляє нинішнього президента Іслама Карімова і його адміністрацію. Перший том починається з привітального листа від Карімова.